# 13-й отдельный разведывательный авиационный полк
13-й отдельный разведывательный авиационный Ленинградский Краснознаменный полк — авиационная воинская часть ВВС РККА разведывательной авиации в Великой Отечественной войне.

## История наименований полка
В различные годы своего существования полк имел наименования:
- 311-й отдельный разведывательный авиационный полк;
- 117-я отдельная разведывательная авиационная эскадрилья
- 13-й отдельный разведывательный авиационный полк;
- 13-й отдельный разведывательный авиационный Ленинградский полк;
- 13-й отдельный разведывательный авиационный Ленинградский Краснознаменный полк.

## История и боевой путь полка
Полк ведет свою историю с 311-го отдельного разведывательного авиационного полка, сформированного в 1940 году в составе ВВС Ленинградского военного округа. Полк базировался на аэродромах Сиверская, Вехмайнен и Рауту. До начала войны имел на вооружении 31 самолёт СБ в версии самолёта-разведчика, и 19 Р-Z.

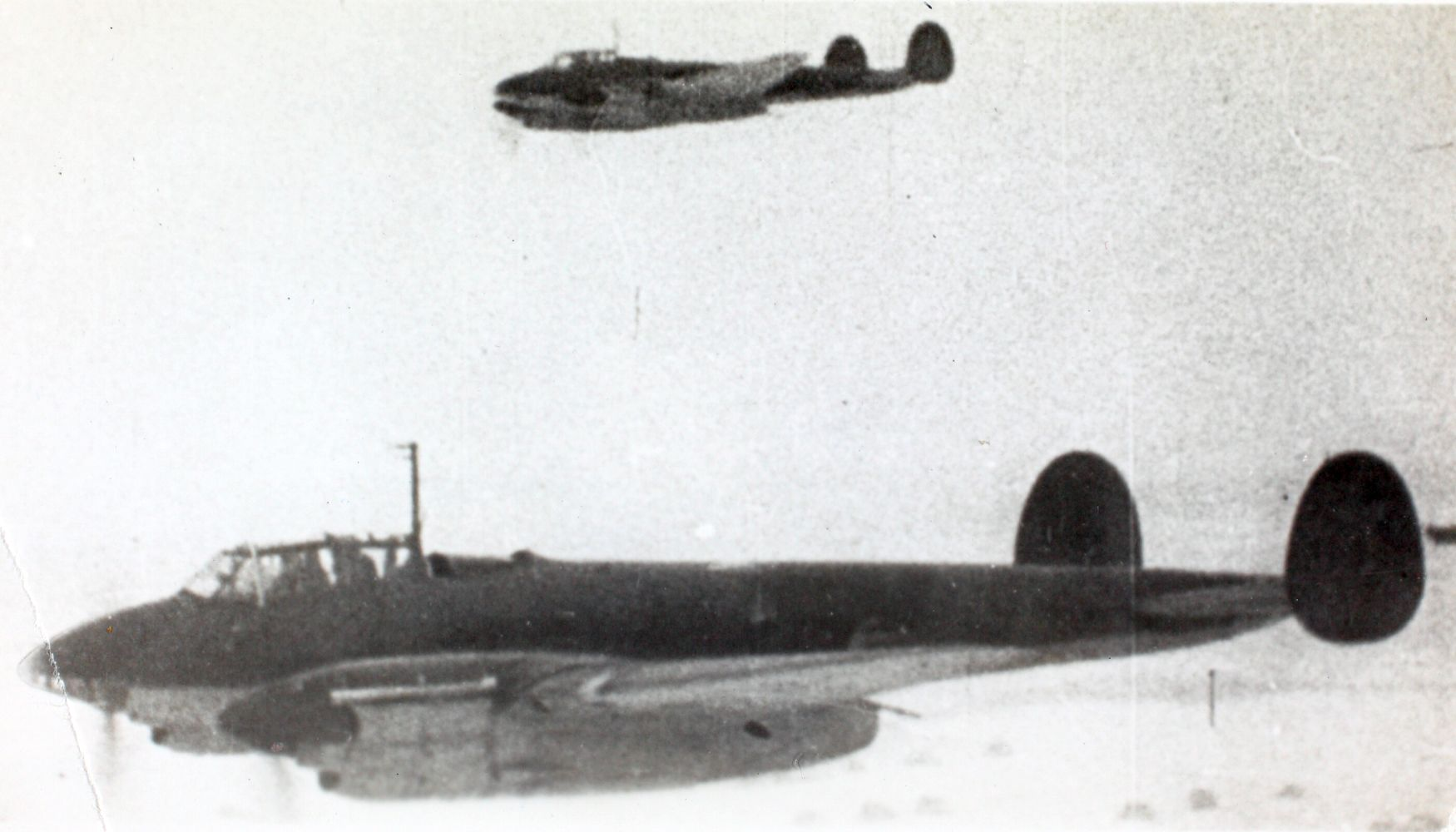
Полк выполнял дальнюю разведку на самолетах Пе-2Р, стоящих а вооружении полка с момента его формирования.

С началом войны согласно мобилизационному плану как самостоятельная боевая единица полк участия в боевых действиях не принимал, а был разделён на четыре отдельные разведывательные эскадрильи: 116-ю, 117-ю, 118-ю, 119-ю.
В дальнейшем 117-я отдельная разведывательная авиационная эскадрилья в октябре 1942 года стала основой для формирования отдельного разведывательного полка 13-й воздушной армии. Полк являлся отдельным и имел прямое подчинение штабу ВВС фронта и с 25 ноября 1942 года — штабу 13-й воздушной армии. Основная задача полка состояла в ведении разведки в тактической и оперативной глубине обороны противника. На вооружении полк имел самолёты-разведчики Пе-2Р и Як-7Б, Як-9Р, вспомогательные и учебные У-2 (По-2) и УСБ (учебный СБ).
16 апреля 1943 года в состав полка вошла 5-я отдельная дальняя разведывательная авиационная эскадрилья на самолётах СБ (4 самолёта ночной разведки) и Пе-2 (4 самолёта дневной разведки).
Участвуя во всех операциях Ленинградского фронта, полк выполнял задачи по дальней разведке на самолётах Пе-2, а наблюдением за полем боя и решением задач по тактической разведке — самолётами Як-9. Визуальным наблюдением и фотографированием устанавливались интенсивность и характер перевозок по шоссейным и железным дорогам, морским коммуникациям в Финском заливе и на Балтийском море. Систематически фотографировались аэродромы Раквере, Таллин, Хаапсалу, Пярну, Пылтсамаа, Рапла. Полк базировался на аэродромах Сосновка, Зарудинье, Захонье.
За отличия в боях при защите Ленинграда и при прорыве обороны противника на Карельском перешейке севернее города Ленинград полку присвоено почётное наименование «Ленинградский», а за образцовое выполнение заданий командования в боях с немецкими захватчиками при овладении городом Нарва и проявленные при этом доблесть и мужество Указом Президиума Верховного Совета СССР от 9 августа 1944 года полк награждён орденом «Красного Знамени».
К концу 1944 года полк насчитывал 26 боевых самолётов, 39 летчиков, 32 летнаба и 31 стрелка-радиста. Полк базировался на аэродроме Таллин, с 15 декабря 1944 года полк перебазировался на аэродром Левашово.
В составе действующей армии полк находился с 30 октября 1942 года по 9 мая 1945 года.
После войны полк в составе 13-й воздушной армии с 24 июля 1945 года вошел в состав Ленинградского военного округа. В связи с послевоенными сокращениями Вооруженных сил 13-й отдельный разведывательный авиационный Ленинградский Краснознаменный полк был расформирован на аэродроме Левашово в декабре 1945 года.

## Командиры полка
- майор Гладченко Александр Аркадьевич, 16.04.1943 — 08.1943
- майор	Дужий Василий Ильич, погиб, 09.1943 — 03.02.1944
- майор, подполковник Механиков Иван Алексеевич, 02.1944 — 05.1945

## В составе соединений и объединений
| Дата          | Фронт (округ)               | Армия                              | Примечания |
| ------------- | --------------------------- | ---------------------------------- | ---------- |
| 30.10.1942 г. | Ленинградский фронт         | ВВС Ленинградского фронта          |            |
| 25.11.1942 г. | Ленинградский фронт         | 13-я воздушная армия               |            |
| 24.07.1945 г. | Ленинградский военный округ | ВВС Ленинградского военного округа |            |

## Участие в операциях и битвах
- Битва за Ленинград с 30 октября 1942 года по 9 августа 1944 года:
  - Операция «Искра» — с 12 января 1943 года по 30 января 1943 года.
  - Мгинская наступательная операция — с 22 июля 1943 года по 22 августа 1943 года.
- Ленинградско-Новгородская наступательная операция с 14 января 1944 года по 1 марта 1944 года.
  - Новгородско-Лужская наступательная операция — с 14 января 1944 года по 15 февраля 1944 года.
  - Красносельско-Ропшинская наступательная операция — с 14 января 1944 года по 30 января 1944 года.
- Псковская наступательная операция с 9 марта по 15 апреля 1944 года.
- Выборгско-Петрозаводская наступательная операция:
  - Выборгская наступательная операция — с 10 июня 1944 года по 20 июня 1944 года.
  - Свирско-Петрозаводская наступательная операция — с 21 июня 1944 года по 22 июня 1944 года.
- Нарвская наступательная операция — с 24 июля 1944 года по 30 июля 1944 года.
- Прибалтийская операция (1944):
  - Таллинская операция (1944) с 17 сентября 1944 года по 26 сентября 1944 года.
  - Моонзундская операция (1944) с 27 сентября 1944 года по 24 ноября 1944 года.

## Награды
13-й отдельный разведывательный авиационный Ленинградский полк за образцовое выполнение заданий командования в боях с немецкими захватчиками, за овладение городом Нарва и проявленные при этом доблесть и мужество Указом Президиума Верховного Совета СССР от 9 августа 1944 года награждён орденом Красного Знамени.

## Почетные наименования
13-му отдельному разведывательному авиационному полку за отличия в боях при защите Ленинграда и при прорыве обороны противника на Карельском перешейке севернее города Ленинград Приказом НКО на основании приказа ВГК от 21 июня 1944 года № 112 присвоено почётное наименование «Ленинградский».

## Благодарности Верховного Главнокомандующего
Воинам полка объявлены благодарности Верховного Главнокомандующего:
- За отличие в боях при прорыве сильно укрепленной, глубоко эшелонированной, долговременной обороны немцев и овладении штурмом городом Красное Село, превращенным немцами в крепость, и таким же мощным опорным пунктом обороны противника и важным узлом дорог — Ропша[7].
- За отличие в боях при овладении штурмом городом и крупным железнодорожным узлом Гатчина (Красногвардейск), превращенным немцами в крепость с развитой системой долговременных оборонительных сооружений[8].
- За отличие в боях при овладении штурмом городом Луга — важным узлом коммуникаций и мощным опорным пунктом обороны немцев[9].
- За отличия в боях при прорыве обороны противника на Карельском перешейке севернее города Ленинград и овладение городом и крупной железнодорожной станцией Териоки, важным опорным пунктом обороны противника Яппиля и занятии свыше 80 других населенных пунктов[10].
- За отличие в боях при овладении штурмом городом и крепостью Нарва — важным укрепленным районом обороны немцев, прикрывающим пути в Эстонию[11].
- За отличие в боях при прорыве сильно укрепленной обороны противника севернее города Тарту, освобождении более 1500 населенных пунктов[12].
- За отличие в боях при овладении столицей Эстонской ССР городом Таллин (Ревель) — важной военно-морской базой и крупным портом на Балтийском море[13].
- За отличие в боях при овладении городом Пярну (Пернов) — важным портом в Рижском заливе[14].
- За отличие в боях при овладении островом Сааремаа (Эзель), превращенного немцами в опорный пункт, прикрывающий подступы к Рижскому заливу, и полном освобождении территории Советской Эстонии от немецких захватчиков[15].

## Герои Советского Союза
- Ткаченко, Александр Кузьмич, капитан, командир эскадрильи.
- Шалимов, Владимир Фёдорович, капитан, заместитель начальника штаба по разведке и аэрофотослужбе.